# Сонора (Мату-Гросу-ду-Сул)
Сонора (порт. Sonora) — муниципалитет в Бразилии, входит в штат Мату-Гросу-ду-Сул. Составная часть мезорегиона Северо-центральная часть штата Мату-Гроссу-ду-Сул. Входит в экономико-статистический микрорегион Алту-Такари. Население составляет 12 251 человек на 2006 год. Занимает площадь 4075,437 км². Плотность населения — 3,0 чел./км².

## История
Город основан 6 мая 1976 года. 

## Статистика
- Валовой внутренний продукт на 2003 год составляет 167 350 365,00 реалов (данные: Бразильский институт географии и статистики).
- Валовой внутренний продукт на душу населения на 2003 год составляет 15 201,23 реал (данные: Бразильский институт географии и статистики).
- Индекс развития человеческого потенциала на 2000 год составляет 0,769 (данные: Программа развития ООН).